# Ligue de justice d'Amérique
Pour la série animée, voir Ligue des Justiciers.
Pour le film, voir Justice League (film).
Pour les articles homonymes, voir JLA.
 (août 2012).
Si vous disposez d'ouvrages ou d'articles de référence ou si vous connaissez des sites web de qualité traitant du thème abordé ici, merci de compléter l'article en donnant les références utiles à sa vérifiabilité et en les liant à la section « Notes et références ».
La Ligue de justice d'Amérique (Justice League of America ou JLA en version originale) est une équipe de fiction regroupant les principaux super-héros de l'éditeur DC Comics.

## Histoire du groupe
Avant Crisis on Infinite Earths, la JLA était l'équipe de super-héros qui protégeait Terre-I.
Après Crisis, il a été établi que la Ligue a succédé à la Société de justice d'Amérique, après un long hiatus.
À la suite de la destruction de leur satellite orbital, narrée dans JLA vol. 4 no  1, c'est depuis leur « Tour de guet » (Watchtower, apparue dans JLA vol. 4 no  4) basée sur la Lune, que ces justiciers luttent contre les différents dangers (invasions extra-terrestres, savants fous, mégalomanes…) qui menacent la quiétude de la Terre.

## Membres
Selon les époques, sa constitution varie mais ses membres les plus récurrents sont : Superman, Batman, Wonder Woman, Flash, Green Lantern, J'onn J'onzz (Martian Manhunter), Aquaman, Hawkman, Green Arrow…

## Personnages associés

### Alliés
- Adam Strange
- Outsiders
- Teen Titans
- Ultramarines
- Young Justice

### Ennemis
- Amazo
- Amos Fortune
- La Clé
- Crime Syndicate of America
- Darkseid
- Despero
- Docteur Destinée
- Brainiac
- Docteur Light
- Doomsday
- Felix Faust
- Gorilla Grodd
- Injustice Gang
- Joker
- Kanjar Ro
- Lex Luthor
- Maggedon
- Martiens blancs
- Maxwell Lord
- Prof. Ivo
- Prometheus
- Queen Bee
- Royal Flush Gang
- Shaggy Man / Général Eiling
- Starro
- T.O. Morrow

## Histoire éditoriale

### DC Comics
La Ligue de justice a connu plusieurs incarnations, ainsi que plusieurs séries dérivées (Justice League Europe, Justice League Task Force, etc.)
Après un galop d'essai dans la revue anthologique The Brave and the Bold (#28 à 30, février-juin 1960), le groupe eut droit à son propre titre en octobre 1960. Nommée Justice League of America, la revue comptera 261 numéros jusqu'en avril 1987. Démarrée sous l'égide du scénariste Gardner Fox et du dessinateur Mike Sekowsky, elle sera marquée par la longue présence du dessinateur Dick Dillin qui succédera à Sekowsky au #64 et qui dessinera la bande jusqu'à son décès (Justice League of America #183). C'est George Pérez qui le remplacera durant quelques numéros avant de céder la place à Chuck Patton. Sur le plan scénaristique, de nombreux auteurs succèderont à Fox, parmi lesquels on pourrait citer Len Wein, Denny O'Neil, Cary Bates ou Steve Englehart. On retiendra surtout la prestation de Gerry Conway qui, du #151 au #255, prévaudra à la destinée du groupe. C'est à lui qu'on devra la création de la Justice League de Détroit, tentative décriée de redynamiser une série qui s'essoufflait. Mais l'apport de nouveaux personnages peu charismatiques et la disparition des grandes figures du groupe signent l'arrêt de mort du magazine. J.M. DeMatteis et Luke McDonnell seront chargés des derniers numéros, qui prennent place au sein de deux grandes sagas : Crisis on Infinite Earths et Legends. On y assiste à la dissolution de la ligue de Détroit et à la mort de certains personnages, laissant la place à une refonte complète de l'équipe.
En mai 1987 parait le premier numéro de Justice League qui voit le renouveau du groupe. Sous l'impulsion du responsable éditorial Andrew Helfer, les scénaristes Keith Giffen et J.M. DeMatteis injectent une forte dose d'humour, qui se caractérise par la présence de nouveaux membres comme le duo Blue Beetle-Booster Gold ou un Green Lantern caractériel, Guy Gardner. Un ton sitcom se fait jour, marqué par la prépondérance de dialogues comiques et l'accent mis sur les interactions entre les personnages plutôt que sur les menaces auxquelles doit faire face l'équipe. Cette ambiance est renforcée par le dessin du jeune artiste Kevin Maguire dont les personnages aux expressions faciales réalistes servent à merveille la nouvelle direction de la série. Il sera suivi en cela par plusieurs de ses successeurs comme Mike McKone, Adam Hughes ou Chris Wozniak. Durant ce temps, le titre est renommé deux fois. Au numéro 7 (novembre 1987), il devient Justice League International, établissant l'affiliation à l'ONU de l'équipe avant de devenir Justice League America au numéro 26 (mai 1989), permettant la création d'une revue sœur, Justice League Europe. Le duo Giffen/DeMatteis quitte le magazine au #60 (mars 1992), laissant la place au scénariste et dessinateur Dan Jurgens. Son court passage sera marqué par l'implication de la Justice League dans la saga Death of Superman qui voit la mort du célèbre héros kryptonien. Au #78 (août 1993), le scénariste Dan Vado prend la relève, accompagné des dessinateurs Mike Collins, Kevin West et Mark Campos. Cette période verra une lente et durable dégradation de la bande que le remplacement de Vado par Gerard Jones et l'adjonction du dessinateur Chuck Wojtkiewicz au #93 (novembre 1994) ne parviendra pas à endiguer. La série s'arrête au numéro 113 d'août 1996 dans l'indifférence du lectorat.
Décidé à redonner à son équipe-phare ses lettres de noblesse, DC Comics choisit de faire revenir au sein du groupe tous les héros principaux de la firme, à savoir Superman, Batman, Wonder Woman, Green Lantern, Flash, Martian Manhunter et Aquaman. De septembre à novembre 1996, la mini série Justice League: A Midsummer's Nightmare permet aux « big guns », comme on les appelle, de se réunir à nouveau. Leur rassemblement sera entériné par le lancement d'une nouvelle série.
Le volume 3 est lancé en 1997 par Grant Morrison et Howard Porter, qui prennent le parti pris de refaire de la JLA le groupe des plus grands héros, ce qu'il n'était plus vraiment dans ses dernières incarnations. Ils n'hésitent pas à faire un parallèle appuyé avec la mythologie des dieux de l'Olympe. Morrison introduit de nouvelles menaces, Maggedon, les Martiens blancs, Prometheus, des personnages comme les Ultramarines ou Zauriel, et réactualise certains personnages comme le Shaggy Man ou La Clé. Plusieurs autres équipes d'artistes se sont ensuite succédé, tels Mark Waid et Bryan Hitch, Joe Kelly et Doug Mahnke ou l'équipe mythique Chris Claremont / John Byrne. À l'instar du premier volume, cette série s'éteindra dans le cadre d'une maxi-saga, Infinite Crisis qui verra le groupe s'autodétruire à la suite de nombreuses dissensions.
Le succès de la version imaginée par Morrison conduira à la création de nombreux autres projets estampillés JLA. Parmi les nombreux albums et séries limitées, on n'en citera que quelques-uns, marquants par leur qualité. Ainsi du graphic novel JLA: Earth 2 signé Morrison et Frank Quitely qui voit l'équipe affronter une réplique malfaisante d'elle-même. Dans la même veine, l'album JLA: Heaven's Ladder de Waid et Hitch relate son combat épique contre une race extraterrestre qui s'apparente à des dieux. En 1998, Waid toujours, accompagné de Barry Kitson, retrace la première année d'existence de la ligue au sein des douze numéros de la série limitée JLA: Year One. La même année, Alan Davis livre un elseworlds intitulé The Nail (Le Clou en français) qui raconte la vie de la JLA si Superman n'était pas là… Une histoire qui connaitra même une suite sous le titre Another Nail en 2004. Fin 2003, le crossover JLA/Avengers, attendu depuis plus de 20 ans par les fans, est enfin publié, réalisé par Kurt Busiek et George Perez. En 2005, Alex Ross initie une maxi-série de 12 épisodes baptisée Justice, qu'il peint sur des crayonnés de Doug Braithwaite, tandis qu'apparaît la série JLA Classified mettant en scène des histoires situées à différentes époques par des équipes artistiques changeant à chaque fois.

#### The New 52
En septembre 2011, DC Comics décide de relancer la quasi-totalité de son univers lors de l'événement New 52. La Ligue de Justice d'Amérique est éditée de 2013 à 2014 puis de 2015 à novembre 2016.
L' événement New 52 prend fin en mai 2016 avec la parution du nouvel événement DC Rebirth.

#### DC Rebirth
Le titre Justice League of America (JLA) fait partie de la deuxième vague de publications de l'Univers DC lors de l'événement DC Rebirth. Ce titre est lancé par Justice League of America : Rebirth, qui comprend les histoires Rebirth de Vixen, Killer Frost, The Ray et Atom. Lobo rejoint l'équipe à la suite des événements de Justice League vs Suicide Squad.
Depuis DC Rebirth, la JLA est composée de super-héros secondaires, recrutés par Batman dans l'ombre de la Justice League principale. Cette équipe se veut plus proche du peuple, elle sera la première équipe de l'ère Rebirth à ouvrir un Hall de Justice.

## Publications

### Éditions françaises

#### Arédit/Artima
| Collection « Artima color DC Super star » (Justice League of America vol.1 #183-202) 1. La Ligue de justice (1982) 2. La Menace de Darkseid (1982) 3. Les Imposteurs (1983) 4. L’Étoile conquérante (1983) 5. (1983) 6. (1983) 7. Complot cosmique (1983) 8. Les Prisonniers du temps (1984) 9. Une ligue divisée (1984) 10. Nom de code : Ultra (1984) | Collection « DC Arédit color » (Justice League of America vol.1 #203-209, 221-232) 1. 5 Cartes à abattre (1985) 2. 3 Démons de plus (1985) 3. L’Empereur du temps (1985) 4. La Menace (1986) 5. (1986) 6. Les Bêtes (1986) 7. (1986) 8. (1987) 9. (1987) 10. (1987) 11. (1987) |

#### Bethy
- L’Odyssée cosmique (1998)

#### Soleil
1. Terre 2 (2000)
2. Ascension (2001)
3. Seule contre tous (2001)

#### Semic
Revues
- Strange nos 325 à 335 (1997-1998) (JLA vol.3 #1-10)
- JLA nos 1 à 12 (1998-2000) (JLA vol.3 #11-33)
- WildC.A.T.s hors-série 2 : JLA/WildC.A.T.s (1998)
- Spécial DC no 5 : JLA/Teen Titans (1999)
- Spécial DC no 11 : JLA/Witchblade (2001)
- JLA/Avengers nos 1 à 4 (2004)

Albums
- L’Encyclopédie de la Ligue de Justice (2003)
- Vice et vertu (2003)
- Légendes (2004)
- Justice et liberté (2004)
- Tour de Babel (2004)
- Extinction (2005)
- Fable - Une équipe de rêve (2005)

#### Panini
- Le Clou T1 et T2 (2006)
- Justice T1 à T4 (2006-2008)
- DC Universe 1 à… (2006-)
- L’Odyssée cosmique (2008)
- Legends (2008)
- collection « DC Anthologie »
  1. Nouvel ordre mondial (2008) (JLA vol.3 #1-9)
  2. La Fin des temps (2010) (JLA vol.3 #10-17)

#### Urban Comics
- Justice League of America
  - Année Un
  - Le Nouvel Ordre Mondial
  - La Fin des Temps
  - Monde Futur
  - Troisième Guerre Mondiale
  - La Tour de Babel
  - Ascension
- Justice League
  - Aux origines
  - L'autre terre
  - l'Odyssée du mal
  - Le Trône d'Atlantis
  - La Ligue de Justice d'Amérique
  - La Guerre des Ligues
  - Le Règne du Mal - 1re Partie
  - Le Règne du Mal - 2e Partie
  - La Ligue d'Injustice
  - La Guerre de Darkseid - 1re Partie
  - La Guerre de Darkseid - 2e partie
- Justice League Rebirth
  - 2017 : 1. Les Machines du Chaos (The Extinction Machine, contient Justice League Rebirth no 1 + Justice League no 1-5)  (ISBN 979-1-0268-1122-0)
  - 2017 : 2. État de Terreur (Outbreak, contient Justice League no 6-11)  (ISBN 979-1-0268-1193-0)
  - 2018 : Justice League Vs. Suicide Squad (contient Justice League no 12-13, crossover avec la série Suicide Squad)  (ISBN 979-1-0268-1374-3)
  - 2018 : 3. Intemporel (Timeless, contient Justice League no 14-19)  (ISBN 979-1-0268-1352-1)
  - 2018 : 4. Interminable (Endless, contient Justice League no 20-25)  (ISBN 979-1-0268-1341-5)
  - 2018 : 5. Héritage (Legacy, contient Justice League no 26-31)  (ISBN 979-1-0268-1386-6)
  - 2019 : 6. Le Procès de la Ligue de Justice (The People vs. the Justice League, contient Justice League no 34-43)  (ISBN 979-1-0268-1611-9)
- Justice League : No Justice
- Justice League, New Justice
  - La Totalité
  - Terre Noyée
  - Retour au Mur Source
  - La Sixième Dimension

## Adaptations

### Films
Le projet d'adapter la Ligue de justice au cinéma est envisagé depuis plusieurs années[Quand ?] par Warner Bros et DC Comics, mais avec un gros budget, contrairement au téléfilm de CBS. George Miller (Mad Max) a été approché pour la mise en scène en 2006, mais il a fini par se désister. En 2012, le scénariste Will Beall a été engagé.
Le projet devait être tourné en 2007, mais il est interrompu après la grève des scénaristes d'Hollywood. Warner décide de repousser la production pour se concentrer sur la production des Batman de Christopher Nolan, de très gros succès critiques et commerciaux. Warner adapte également par deux fois un autre super-héros : Superman Returns (2006) de Bryan Singer, au succès mitigé, et Green Lantern (2011) de Martin Campbell, qui fut une catastrophe critique et commerciale. Mais le succès des films du concurrent Marvel fit que DC n'allait pas en rester à ces échecs.
Le studio Warner Bros tient ensuite un nouveau projet : la création de franchises d'adaptations de super-héros de DC Comics, notamment pour chaque personnage qui composerait la Justice League : Superman, Batman, Wonder Woman, Flash, Green Lantern, Shazzam ou Cyborg. Cette nouvelle franchise prend le nom d'Univers cinématographique DC, similaire à l'univers cinématographique Marvel de Disney. Ainsi la méthode employée fonctionne comme pour le film Marvel  Avengers sorti en 2012, en créant un univers partagé dans chaque film individuel.
Le film inaugural de cet univers, sorti en 2013, est consacré à Superman : Man of Steel, réalisé par Zack Snyder. Christopher Nolan également sollicité, a refusé cette offre plusieurs fois (il reste producteur). Man of Steel étant un succès, on annonça dans la foulée sa suite, avec Batman (l'univers Batman étant différent des films de Nolan), pour mars 2016 : Batman v Superman: Dawn of Justice, toujours réalisé par Zack Snyder. Le film introduit en particulier Wonder Woman. La distribution inclut Henry Cavill dans le rôle de Superman, Ben Affleck dans le rôle de Batman et Gal Gadot dans celui de Wonder Woman. Zack Snyder a déjà anticipé son usage en introduisant la ville de Gotham City dans Man of Steel.
Le 23 mai 2013, la société Warner Bros. conclut un contrat commercial pour les produits dérivés de la Ligue des Justiciers qui inclut notamment les personnages de Cyborg et Aquaman.
Le film Justice League est officialisé le 28 avril 2014, avec Zack Snyder à la réalisation. Il sort en novembre 2017. Le film est écrit par Chris Terrio, déjà auteur du film précédent. Il introduit des personnages ayant fait une courte apparition dans Dawn of Justice : Aquaman (Jason Momoa), Cyborg (Ray Fisher) et Flash (Ezra Miller). Une suite est envisagée, sans date de sortie annoncée.

#### Films d'animations
Note : cette liste ne contient que les films centrés sur la Ligue, ce qui exclut les films où elle n'apparaît que de manière secondaire.
- La Ligue des justiciers : Nouvelle Frontière (Justice League: The New Frontier, Dave Bullock, 2008)
- La Ligue des justiciers : Conflit sur les deux Terres (Justice League: Crisis on Two Earth, Sam Liu et Lauren Montgomery, 2010)
- La Ligue des justiciers : Échec (Justice League: Doom, Lauren Montgomery, 2012)
- La Ligue des justiciers : Le Paradoxe Flashpoint (Justice League: The Flashpoint Paradox, Jay Oliva, 2013)
- La Ligue des justiciers : Guerre (Justice League: War, Jay Oliva, 2014)
- Les Aventures de la Ligue des justiciers : Piège temporel (JLA Adventures: Trapped in Time, Giancarlo Volpe, 2014)
- La Ligue des justiciers : Le Trône de l'Atlantide (Justice League: Throne of Atlantis, Ethan Spaulding, 2015)
- La Ligue des justiciers vs. les Teen Titans (Justice League vs. Teen Titans, Sam Liu, 2016)
- Lego DC Comics Super Heroes - La Ligue des justiciers : S'évader de Gotham City (Lego DC Comics Super Heroes - Justice League: Gotham City Breakout, Matt Peters et Melchior Zwyer, 2016)
- Justice League Dark (Jay Oliva, 2017)
- Justice League Dark: Apokolips War (Matt Peters et Christina Sotta, 2020)

### Séries animées

#### Le Plein de Super
Durant les années 1970-1980, Hanna-Barbera produit une série animée rassemblant les héros de DC sous le nom de Super Friends (titre décliné selon les saisons). Le dessin animé reprend les personnages de Superman, Batman, Green Lantern, Wonder Woman, Flash, HawkGirl… Les saisons 4 et 5 ont été diffusées en clair sur Canal+ dès le 2 juillet 1990, sous le titre français Le Plein de Super

#### La Ligue des justiciers
En 2001, Bruce Timm (à qui l'on doit déjà des adaptations animées de Batman et Superman) crée la série animée La Ligue des justiciers (Justice League en V.O.) qui réunit sept super-héros : Superman, Batman, Green Lantern, Wonder Woman, Flash, Hawkgirl et J'onn J'onzz. Après deux saisons, la série modifie quelque peu son concept et la Ligue s'ouvre à une cinquantaine de nouveaux héros (Green Arrow, Supergirl, Captain Atom, Question, Huntress, The Atom, Captain Marvel). La série change alors de nom et devient La Nouvelle Ligue des justiciers (Justice League Unlimited).

#### La Ligue des justiciers: Action
Une nouvelle série d'animation basée sur l'équipe, La Ligue des justiciers : Action, est diffusée à partir du 16 décembre 2016 aux États-Unis sur Cartoon Network. En France, elle est diffusée sur France 4 à partir du 4 février 2017.

#### La Ligue des justiciers: Nouvelle Génération
Cette série est principalement centrée sur l'équipe constituée de jeunes héros, pour la plupart équipiers et apprentis des membres de la Ligue. Ces derniers font néanmoins plusieurs apparitions. Ses membres sont nombreux, mais les plus récurrents sont: Batman (mentor de Robin), Aquaman (mentor d'Aqualad), Martian Manhunter (oncle de Miss Martian), Flash (mentor de Kid Flash), Green Arrow (mentor de Red Arrow et d'Artemis), Superman, Wonder Woman, Shazam, Red Tornado (chargé de surveiller la jeune équipe), Black Canary (entraîneuse de jeunes héros), Captain Atom (leader de la Ligue durant la saison 2) et Zatara (père de Zatanna, qui deviendra le Docteur Fate).
La Ligue est fondée avant le début de la série par Superman (Clark Kent), Batman (Bruce Wayne), Wonder Woman (Diana Prince), Flash (Barry Allen), Green Lantern (Hal Jordan), Aquaman (Arthur Curry) et Martian Manhunter (J'onn J'onzz), afin de lutter contre une attaque extra-terrestre. Les statues des fondateurs sont d'ailleurs disposées à l'entrée du Hall de Justice, QG officiel de la Ligue (le grand public ignorant en effet l'existence de la Tour de Guet, véritable lieu de réunion de la Ligue, située dans l'espace). La Ligue s'agrandira encore par la suite et accueillera d'autres héros entre les saisons 1 et 2, ainsi qu'entre les saisons 2 et 3.
Dans la saison 2, plusieurs membres de la Ligue (Superman, Batman, Wonder Woman, Martian Manhunter, John Stewart, Hawkwoman, Hawkman et Icon) quittent la Terre temporairement, laissant Captain Atom diriger la Ligue.
Dans la saison 3, la Ligue se divise: si plusieurs membres se montrent satisfaits de son fonctionnement et estiment que l'équipe reste un symbole de justice pour le monde entier, d'autres, menés par Batman et Green Arrow, considèrent que leur marge de manœuvre est réduite par leurs accords avec les Nations-Unies (notamment à cause du secrétaire général Lex Luthor) et qu'ils ne peuvent plus exercer leurs activités super-héroïques aussi efficacement qu'auparavant. Ils décident alors de démissionner et de fonder une nouvelle équipe. Les héros se réunissent à la fin de la saison et réintègrent la Ligue avec de nouveaux membres.

#### Batman (série télévisée d'animation, 2004)
Dans cette série (centrée avant tout sur Batman), la Ligue est formée sur l'initiative de Martian Manhunter (dans le dernier épisode de la saison 4). Ses premiers membres sont: Martian Manhunter, Batman, Green Arrow, Flash, Hawkman et Green Lantern. Superman rejoindra la Ligue dans la saison 5.

### Téléfilm de 1997
En 1997, un téléfilm Justice League of America fut diffusé sur CBS. Cela devait être le pilote d'une possible série télévisée, mais la qualité médiocre du téléfilm mit fin à ce projet. L'équipe comprenait Green Lantern (Guy Gardner), Ice (Tori Olafsdotter), the Atom (Ray Palmer), Fire (B.B. DaCosta), The Flash (Barry Allen) et Martian Manhunter (J'onn J'onzz).

### Jeux vidéo
- Justice League Task Force
- Mortal Kombat vs. DC Universe
- DC Universe Online
- Justice League: Earth's Final Defense
- Injustice: Gods Among Us
- Injustice 2
- Lego Batman 2: DC Super Heroes
- Lego Batman 3: Beyond Gotham
- Lego DC Super-Villains

## Parodies et pastiches
- L'Escadron suprême (Squadron Supreme) a été créé par Marvel Comics à la fois comme un hommage et une parodie aux bandes dessinées de superhéros de la ligue des justiciers d'Amérique.
- En 1991, dans la même veine que Décode pas Bunny, Kayenta produit La Grande Supercherie pour Canal+. Diffusée tous les samedis à 20h00, en lieu et place des Simpson, il s'agit d'une série de détournement de 18 x 26 min, reprenant des épisodes redoublés du Plein de Super (Super Friends).
- Dans un des épisodes de la série télévisée The Big Bang Theory, les héros revêtent les déguisements de différents membres de la JLA.